# Idioma bará
El idioma Bará, Pokangá o Barasano del Norte o es la lengua propia de la "gente pez" Waí Mahã que habita en las cabeceras de los Tiquié, Papurí y Pirá-Paraná en Vaupés y al oeste de São Gabriel da Cachoeira. Pertenece a la rama oriental de la familia lingüística tucano. 

## Fonología
El idioma Bará registra 6 vocales orales y seis nasales y 10 fonemas consonánticos.

### Vocales
|        | Anteriores | Centrales | Posteriores |
| Altas  | I / ĩ      | ɨ / ɨ̃     | u / ũ       |
| Medias | e / ẽ      |           | o / õ       |
| Bajas  |            | a / ã     |             |

### Consonantes
|                   | labial | alveolar | palatal | velar | glotal |
| oclusivas sordas  | p      | t        |         | k     |        |
| oclusivas sonoras | b      | d        |         | g     |        |
| fricativas sordas |        |          |         |       | h      |
| vibrantes         |        | ɾ        |         |       |        |
| aproximantes      | w      |          | j       |       |        |

Las consonantes sonoras b, d, g y la aproximante j se realizan nasalizada m, d, ŋ, ɲ} antes de vocal nasal. La aproximante j se realiza en pies de tono alto como la africada postalveolar sonora d͡ʒ. La vibrante ɾ en pies de tono alto se realiza como la vibrante lateral ɺ. y antes de vocal nasal como la vibrante nasal ɾ̃.

### Tonos
El bará presenta dos tonos contrastantes, alto y bajo.